# Thiranagama
Thiranagama esta un pueblo en el suroeste de Sri Lanka conocido por sus hoteles de lujo ,  incluidos los dos únicos hoteles de 5 estrellas en la región de Hikkaduwa (Riff Hotel y Haritha Villas).

## Geografía
Thiranagama se encuentra en el borde del Océano Índico, 16 km al norte de Galle y 99 km al sur de Colombo. Se encuentra entre la ciudad turística de Hikkaduwa y el pueblo de Dodanduwa. Thiranagama es el sector premium de la costa de 24 km del distrito de Hikkaduwa.

## Historia
En el siglo XIX, la región de Hikkaduwa era "el gran lugar de picnic de Galle "  (Galle era entonces la ciudad más grande del sur de Ceilán).

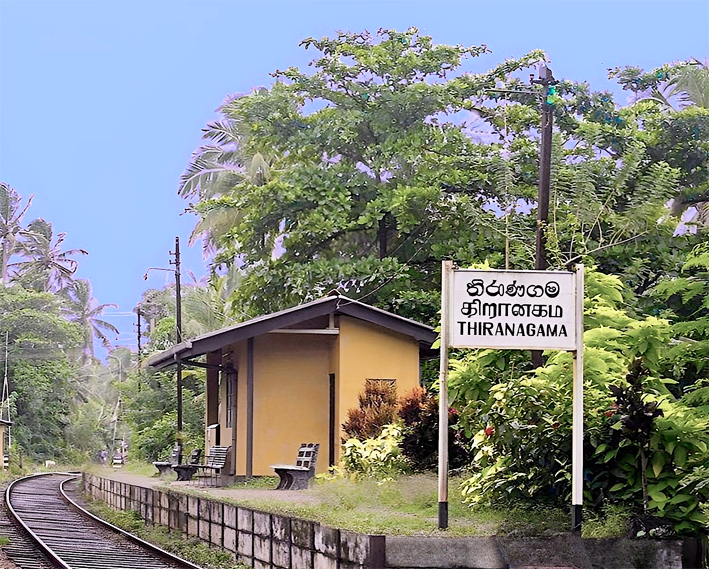
Estación de Thiranagama

La estación de tren de Thiranagama es la estación número 43 de la Línea costera que conecta Colombo con Matara. Se encuentra a 97,8 km de la estación de tren de Colombo. 
Nueve trenes paran allí diariamente.

## Educación
- Bodhiraja Maha Vidyalaya [9] (alrededor de 280 estudiantes [10], [11])

## Playas
Thiranagama está rodeada por una playa que se extiende por 3 km (Playa Narigama y Playa Thiranagama). Esta amplia playa es tranquila  con algunos hoteles de lujo y restaurantes de calidad.

## Hoteles principales
- Hotel Riff [14], [15]
- Villas Haritha [16]
- Hotel Lucky Elephant [17], [18]
- Villa Saffron
- Suite Lanka [19]
- Roman Beach Hotel [20]

## Templos budistas
- Ganegodalla Sri Sudharshanaramaya ()
- Sri Buddharakkhitha Pirivena (centro de formación de monjes)

## Gente notable
- Sir Arthur C. Clark, escritor (autor de 2001 : A Space Odyssey) era dueño de una casa de vacaciones en Thiranagama.[21]